# Robert R. Hitt
Robert Roberts Hitt (16 de Janeiro de 1834 - 20 de Setembro de 1906) foi um Secretário de Estado Assistente e mais tarde um membro da Câmara dos Representantes dos Estados Unidos.

## Vida
Nasceu em Urbana, Ohio, filho do Reverendo Thomas Smith Hitt e Emily John Hitt. Mudaram-se para Mount Morris, Illinois em 1837. Formou-se no Seminário Rock River e mais tarde na Universidade DePaul. Um escritor especialista em taquigrafia (um dos poucos homens de sua época que representou essa habilidade), tornou-se um amigo muito próximo do futuro Presidente dos Estados Unidos Abraham Lincoln e durante os famosos Debates Lincoln–Douglas de 1858, a pedido de Lincoln, Hitt trabalhou como anotador de taquigrafia. Durante os dias regulamentares de Lincoln em Chicago, empregou primeiro Hitt como tal.
Em 1872, foi um assistente pessoal do Senador de Indiana Oliver P. Morton. Em Dezembro de 1874, o Presidente Ulysses S. Grant nomeou-o como Primeiro Secretário da Embaixada Americana em Paris; trabalhou de 1874 a 1881 e temporariamente como Encarregado de Negócios. Foi o Secretário de Estado Assistente dos Estados Unidos sob James G. Blaine durante as gestões do Presidente James A. Garfield e Chester A. Arthur em 1881 e foi eleito para representar o 5º distrito de Illinois na Câmara dos Representantes dos Estados Unidos em 1882. Hitt tornou-se Presidente da Comissão dos Assuntos Externos no início do 51º Congresso e dos 54º a 59º Congressos. Quando a Lei de Exclusão Chinesa de 1882 surgiu para renovação em 1892, criticou as condições da documentação estrangeira do projeto de lei: "Nunca antes em um país livre existiu um sistema de identificação de um homem, como um cão a ser pego pela polícia e examinado e se sua identificação ou coleira não está certa, você é levado para o canil ou afogado e baleado. Nunca antes foi aplicado por um povo livre a um ser humano, com a exceção (a qual nunca podemos nos referir com orgulho) dos tristes dias da escravidão. …"
Foi nomeado em Julho de 1898 pelo Presidente William McKinley como um membro da comissão criada pela Anexação do Havaí para estabelecer um governo no Território do Havaí.
Durante os últimos anos de sua vida, era Regente do Instituto Smithsoniano. Morreu no dia 20 de Setembro de 1906. Foi sepultado no Cemitério Oakwood em Mount Morris, Illinois, junto com seus pais.
Hitt é o nome da comunidade de Hitt, Missouri.

## Ligação externa
- Robert Roberts Hitt, late a representative from Illinois, Memorial addresses delivered in the House of Representatives and Senate frontispiece 1907